# Pojkarnas individuella skicklighet i ishockey vid olympiska vinterspelen för ungdomar 2016
Pojkarnas individuella skicklighet i ishockey vid olympiska vinterspelen för ungdomar 2016 arrangerades i Kristins hall i Lillehammer, Norge, mellan den 13 och 18 februari 2016. Tävlingen bestod av kval och final där deltagarna samlade poäng i de sex momenten snabbåkning, prickskytte, skicklighetsåkning, snabbskjutning, passningsförmåga och puckkontroll. Deltagarna var födda mellan 1 januari 2000 och 31 december 2001.

## Kval
Kvaltävlingen genomfördes den 13 och 15 februari 2016.
     Tävlande markerade med grön färg blev kvalificerade till finaltävlingen
| Pl. | Nr | Namn                  | Nation           | Poäng |
| --- | -- | --------------------- | ---------------- | ----- |
| 1   | 16 | Sebastian Cederle     | Slovakien        | 19    |
| 2   | 24 | Eduard Casaneanu      | Rumänien         | 18    |
| 3   | 2  | Erik Betzold          | Tyskland         | 18    |
| 4   | 10 | Natan Vertes          | Ungern           | 16    |
| 5   | 20 | Aleks Haatanen        | Finland          | 14    |
| 6   | 17 | Sander Dilling Hurrod | Norge            | 13    |
| 7   | 24 | Benjamin Baumgartner  | Österrike        | 11    |
| 8   | 5  | Dino Mukovoz          | Litauen          | 10    |
| 9   | 16 | Jake Riley            | Australien       | 9     |
| 10  | 24 | Carson Focht          | Kanada           | 9     |
| 11  | 11 | Antonin Plagnat       | Frankrike        | 9     |
| 12  | 4  | Ties van Soest        | Nederländerna    | 8     |
| 13  | 7  | Roy Kanda             | Japan            | 8     |
| 14  | 13 | Ollie Curtis          | Nya Zeeland      | 8     |
| 15  | 15 | Hsieh Mu-Hsin         | Kinesiska Taipei | 7     |
| 16  | 15 | Andrei Pavlenka       | Belarus          | 5     |

## Final
Finaltävlingen genomfördes den 18 februari 2016.
| Pl. | Nr | Namn                  | Nation    | Poäng |
| --- | -- | --------------------- | --------- | ----- |
| 1   | 24 | Eduard Casaneanu      | Rumänien  | 14    |
| 2   | 16 | Sebastian Cederle     | Slovakien | 12    |
| 3   | 2  | Erik Betzold          | Tyskland  | 11    |
| 4   | 10 | Natan Vertes          | Ungern    | 11    |
| 5   | 20 | Aleks Haatanen        | Finland   | 11    |
| 6   | 5  | Dino Mukovoz          | Litauen   | 10    |
| 7   | 24 | Benjamin Baumgartner  | Österrike | 10    |
| 8   | 17 | Sander Dilling Hurrod | Norge     | 9     |